# Războiul Primei Coaliții
Războiul primei coaliții (în franceză Guerre de la Première Coalition) este denumirea consacrată dată războaielor purtate de Prima Republică Franceză împotriva mai multor puteri europene între anii 1792 și 1797. Războiul primei coaliții este parte a războaielor revoluționare franceze și a războaiele de coaliție pe care prima republică a Franței le-a purtat de-a lungul celor mai zbuciumați și sângeroși ani ai săi (1792-1797).
În ciuda puterii colective a acestor națiuni, net superioară în comparație cu Franța, acestea nu fuseseră cu adevărat aliate, luptând fără coordonare evidentă din varii motive, datorate în parte și intereselor lor regionale, față de o parte sau alta a Franței, pe care o aveau în vedere spre anexare, după eventuala înfrângere militară a francezilor, care nu s-a întâmplat niciodată.
Franța a declarat război monarhiei habsburgice (a se vedea articolele Sfântul Imperiu Roman, Imperiul Austriac și altele) pe 20 aprilie 1792. În iulie 1792, o armată aflată sub comanda Ducelui de Brunswick și compusă mai ales din forțe armate ale Regatului Prusiei, a intrat prin partea austriacă și a invadat Franța, pentru a fi apoi învinsă de armata republicană a Franței în Bătălia de la Valmy, în septembrie 1792.
Ulterior, aceste puteri au invadat de mai multe ori Franța pe uscat și pe mare, iar Prusia și Austria au atacat dinspre Țările de Jos și Rin. În plus, Regatul Marii Britanii, alături de Prusia și Austria, au susținut revolte în Franța provincială, respectiv asedierea Toulon-ului în octombrie 1793. Franța a suferit anumite înfrângeri, niciodată decisive, schimbări și inversări de putere, respective bătălii interne, așa cum a fost Războiul de la  Vendée. 
De fiecare dată a răspuns cu măsuri drastice, dar foarte efective, considerate de unii ca fiind „draconice”. Astfel, noul format Comitet de Siguranță Publică, creat la 6 aprilie 1793, a introdus conceptul de "levée en masse", obligând la concentrarea obligatorie a tuturor soldaților potențiali în vârstă de 18-25 de ani (august 1793). Noile armate franceze au contraatacat, au respins invadatorii și au avansat dincolo de Franța.

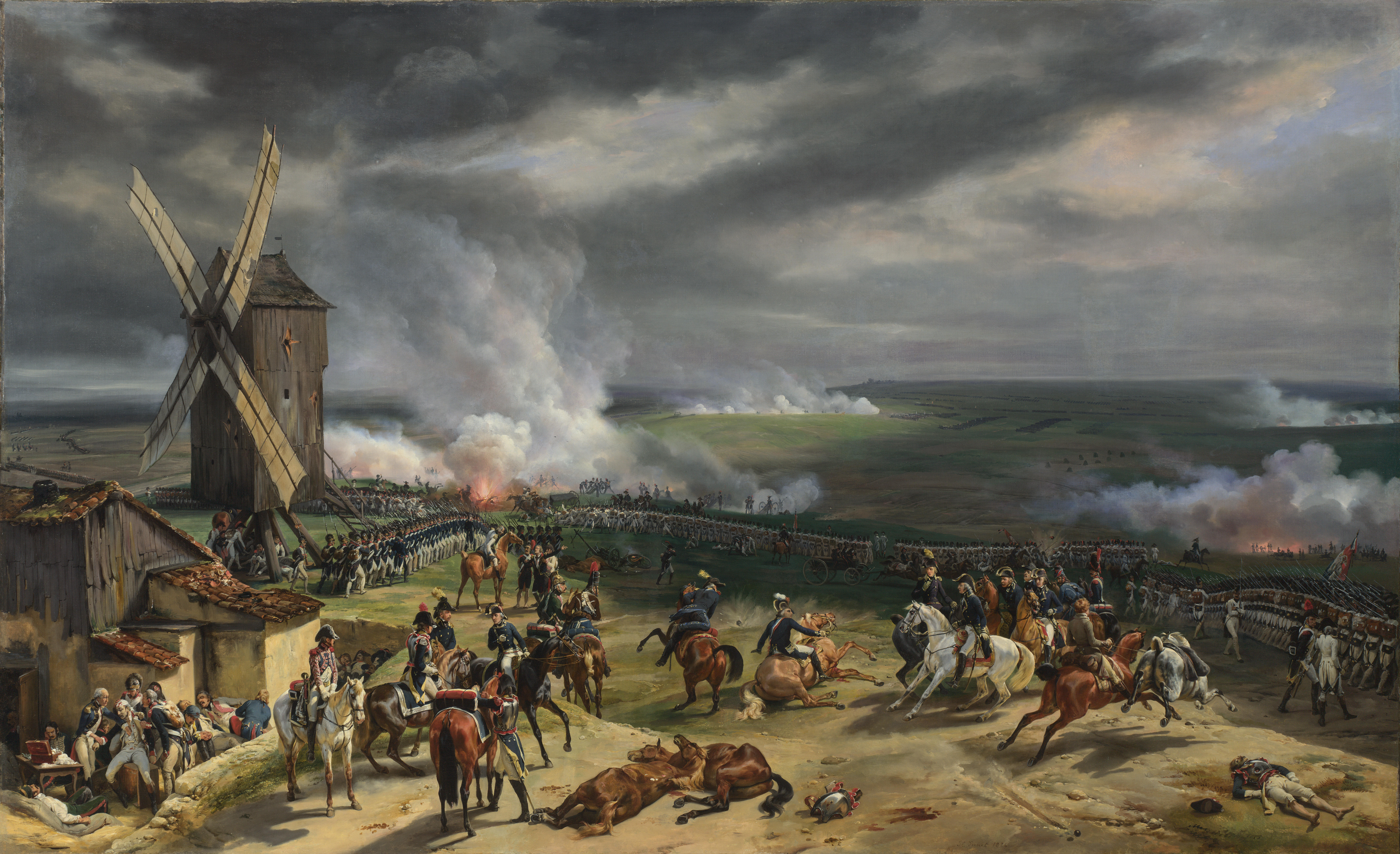
Bătălia de la Valmy a fost o victorie decisivă pentru armata revoluționară franceză în septembrie 1792.

Francezii au înființat Republica Batavia ca o en  republică soră (în mai 1795) și au obținut recunoașterea prusacă a controlului francez asupra malului stâng al Rinului prin Pacea de la Basel. Odată cu Tratatul de la Campo Formio, Sfântul Imperiu Roman a cedat Olanda Austriacă Franței, iar nordul Italiei a fost transformat în mai multe republici aservite Primei Republicii Franceze. Spania a încheiat un acord separat de pace cu Franța (cunoscut ca Al doilea Tratat de la Basel) și apoi Directoratul francez a făcut planuri de a cuceri mai mult din Sfântul Imperiu Roman al acelei perioade.
La nord de Alpi, Arhiducele Charles, Ducele de Teschen a redresat oarecum situația în 1796, dar Napoleon i-a blocat înaintarea sa, în ceea ce fusese numită „rezolvarea nordului Italiei”, incluzând înfrângând coaliției limitată temporal a Regatului Sardiniei și Austriei în nordul Italiei (1796-1797) în apropierea Văii Po, culminând cu Tratatul de la Leoben și cu Tratatul de la Campo Formio (în octombrie 1797).
Astfel, Prima coaliție împotriva Franței s-a prăbușit, lăsând doar Marea Britanie în luptă împotriva Franței.

## Istoric

### Revoluția în Franța - 1791
Încă din 1791, celelalte puteri monarhice din Europa începuseră a urmări cu îngrijorare crescândă evoluția evenimentelor din Franța, considerând, de mai multe ori, a interveni fie în favoarea suținerii lui Louis al XVI-lea, fie pentru a profita într-un fel sau altul de haosul social francez. Unul dintre cei mai importanți lideri ai momentului, împăratul Leopold al II-lea, fratele reginei franceze Marie Antoinette, a privit inițial Revoluția franceză cu oarecare calm, dar a devenit destul de repede îngrijorat pe măsură ce revoluția devenea din ce în ce mai radicală, deși sperase în tot acel timp că ar putea evita războiul ce devenise între timp inevitabil.
Pe 27 august 1791 împăratul Leopold al II-lea și regele Frederic Wilhelm al II-lea al Prusiei al Prusiei, în concordanță cu nobilii francezii émigré, au emis Declarația de la Pillnitz, care afirma îngrijorarea monarhilor Europei față de situația lui Louis și a familiei sale, amenințând într-un mod cam vag despre consecințele severe, care ar urma dacă orice s-ar întâmpla acestora. Deși Leopold văzuse în această declarație o modalitate de a acționa fără a fi realmente implicat militar, conductorii Revoluției văzuseră în această luare oficială de poziție o clară amenințare și, ca atare, o repudiaseră oficial.
Disputele privind diferențele ideologice dintre liderii Franței revoluționare și puterile monarhice ale Europei continuaseră în legătură cu statutul proprietăților din Alsacia, și, ca atare, autoritățile franceze deveniseră constant preocupate de manevrele nobililor din categoria émigré, mai ales de cei refugiați în Țările de Jos (austriece), ca vasale ale Austriei Imperiale, respectiv de cei aflați în unele state germane minore. În final, Franța a declarat război Austriei, având Ansamblul Național votând pentru aceasta la 20 aprilie 1792, după prezentarea unei lungi liste de nemulțumiri ale Franței de către noul ministru de externe al Primei Republici Franceze, generalul Charles François Dumouriez..

### 1792
Generalul Dumouriez pregătise o invazie a Olandei Austriece, unde se așteptase la o ridicare a populației împotriva guvernării austriece. Realitatea este că Revoluția franceză dezorganizase armata franceză, care nu avea suficiente forțe pentru invazie. Soldații acesteia dezertaseră în masă (en masse) la primele semne ale unei bătălii, într-un caz extrem ucigând un lider, generalul Théobald Dillon.